# Retablo mayor del Monasterio de Santa Clara (Cuéllar)
El retablo mayor del Monasterio de Santa Clara es una obra realizada por Isaac de Juni y su taller entre 1587 y 1600, siendo modificada en 1723 por Manuel Barreda y Nicolás de Quintanilla. Está ubicado en la iglesia del Monasterio de Santa Clara de Cuéllar, en Segovia (Castilla y León, España).

## Historia

### Monasterio
El Monasterio de Santa Clara de Cuéllar destaca por ser una de las primeras fundaciones de la Orden de las Clarisas en territorio español; en un manuscrito redactado por el padre Calderón en torno a 1679 se hace constar que «la fundacion del Monasterio de Santa Clara de Cuellar en el obispado de Segouia fue anterior al año 1244, y 9 antes que la gloriosa Santa Clara pasasse a gozar las solemnissimas fiestas de su Esposo a la bienauenturanza»,: 349–350  texto con el que coincide fray Matías Alonso, cronista de la Orden Franciscana, quien dejó por escrito lo siguiente: «Año de mil duzientos y cuarenta y quatro, consta que estaba fundado el convento de Santa Clara de Cuéllar».: 51  En 1465 Enrique IV de Castilla otorgó el territorio de Cuéllar a Beltrán de la Cueva y Mercado, I duque de Alburquerque y Maestre de la Orden de Santiago, quien dejaría huella en la localidad con numerosas construcciones, como un palacio, varios centros de asistencia y diferentes monasterios, entre ellos los dedicados a San Francisco, Santa Clara y Santa Isabel. El de San Francisco sirvió además como lugar de sepultura de la familia ducal, costumbre típica a finales del gótico, mientras que el de Santa Clara, ubicado a las afueras, experimentó una importante renovación gracias al mecenazgo de Ana de la Cueva y Mendoza, hija de Francisco
Fernández de la Cueva, II conde de Alburquerque. Ana eligió el monasterio de las clarisas como su lugar de enterramiento, siendo sepultado en 1547 su esposo Íñigo de la Cueva y ella misma en 1559, tal y como consta en unas lápidas ubicadas en el suelo de la iglesia conventual, directamente frente al presbiterio. A mayores, una leyenda inscrita en letras capitales a lo largo del friso superior en el interior del templo señala que Ana de la Cueva «DEXO POR PATRONES DELLA A LOS SS RECTOR Y COLEGIALES DEL MVI INSIGNE COLEGIO DE // (fuera del friso) SANTA CRVZ DE LA VILLA DE VALLADOLID. ACABOSE ANO DE 1585»;: 350 : 41  este mecenazgo figura en su testamento, fechado en 1552, y el mismo sería aceptado en 1559 por el Colegio de Santa Cruz tras el fallecimiento de la fundadora, dejando los colegiales constancia de que «ellos aceptaban y aceptaron el dicho patronazgo y nombramiento de capellanes y sacristía y visitación». Gracias al Libro Becerro del Colegio de Santa Cruz se conoce que los colegiales cumplieron con el cometido de realizar visitas al templo del monasterio desde el principio y hasta los primeros años del siglo xix, datando las últimas de las que se tiene conocimiento de 1765, 1776, 1784 y 1819.: 350 

### Retablo
Hasta finales del siglo xx el único dato conocido sobre el retablo mayor del Monasterio de Santa Clara de Cuéllar era una reseña de José Martí y Monsó en 1901, donde se señalaba que el cenobio debía a Isaac de Juni la suma de 62 548 maravedíes «del retablo que hizo en el dicho monasterio»,: 369  dato que sirvió a Balbino Velasco Bayón para declarar en 1981 que «el retablo mayor es muy probable que sea obra de Isaac de Juni»,: 314  si bien no fue hasta 1992 cuando gracias a Salvador Andrés Ordax se pudo conocer a fondo la historia de la pieza, plasmada en un detallado registro consignado en el Libro Becerro, donde el Colegio de Santa Cruz dejó por escrito su control del mecenazgo.: 350  El 26 de octubre de 1587 se firmó en Cuéllar una escritura en virtud de la cual Isaac de Juni se obligaba a hacer un retablo de talla y pintura en un plazo de seis años, debiendo entregar el conjunto en la Navidad de 1593 y figurando como fiadores el pintor Gregorio Martínez (quien posiblemente policromó la obra) y el ensamblador Miguel de Cieza, amigo del escultor.: 46  La escritura fue firmada por Isaac y por el escribano sin estar presente la parte contraria, y tuvo que llegarse al acuerdo de la misma en Valladolid unos días antes; en este documento no se aportan apenas datos sobre la arquitectura ni sobre la iconografía y únicamente se remite una traza la cual no figura junto con las cláusulas, aunque sí se indica que la obra sería tasada por oficiales designados por ambas partes, si bien una nota en el margen aclara que era el Colegio de Santa Cruz el verdadero responsable del nombramiento, señalándose a su vez una penalización de 500 ducados a Juni si este no cumplía con las condiciones contractuales, en las que sorprende el hecho de que los pagos debían hacerse a razón de 17 000 maravedíes anuales hasta completar el pago total sin posibilidad de reclamar otra cantidad:

Las condiziones con que yo ysaac de juni Escultor vzno. de Vallyd. me obligo de Haçer El rretablo Para El altar mayor de la capilla del monastreo de santa clara de la Villa de cuellar son la siguientes-

Primeramente que he se Hazer El dho rretablo de talla y pintura conforme y de la misma horden y manera que esta una traza q. para ello tengo echa -y digo A de ser toda la madera del dho rretablo ansi El sanblaxe como talla y esculptura todo Ello de madera de pino seca y buena y escoxida tal como para el Prouecho de la tal obra conviene y en la calle del mo ques la principal que a de ser toda de escultura y en las demas partes que conbengan conforme a la traça hare las ystorias y figuras que para ello ban senaladas en la mesma traca -y ansi mesmo en los quatro tableros qrandes de los lados y en las demas partes donde aya de ser pintura hare las ystorias y figuras q van senaladas y en lo que toca a la pintura de la madera que se entiende dorado y estofado a de ser todo oro fino sin que en todo el rretablo aya Plata alguna y el estofado a de ser tal qual conbiene al dho rretablo y todo ello muy a contento de los colegiales del colegio del cardenal de ballyd. y de los capellanes y mayordomo de la dha capilla ≡ ansi mesmo me obligo de dar acauado y asentado en su lugar el dho rretablo con toda perfection sin que le falte cosa alguna ansi de madera como de pintura conforme a la dha traça para ello echa que ba firmada de mi nonbre dentro de seys anos primeros siguientes que se cuentan y comyençan a correr desde El dia de nauidad primera siguiente fin deste ano de ochenta y siete aos de manera quel dho rretablo a detar asentado en su lugar acauado en toda perfection ansi de talla como de pintura para el dia de nauidad del ano de nobenta y tres años e para ayuda de la costa del dho Retablo me a de dar El mayormo. de la capilla mayor de monatro. de santa clara en cada un ano myentras se hiciere e dho rretablo diez y siete myll mrs. con que auiendo yo cunplido todo lo susodho se nonbren dos maesos escultores y otros dos pintores que sean peritos en la escultura y pintura y sean nonbrados de parte de la capilla un maeso esculptor y otro pintor ansi mesmo de mi parte otros dos maestros para que juntos de parte de la capilla y mya bean el dho rretablo y debajo del juramto. declaren si yo E cunplido conforme a la traça para el dho retablo echa y tasen El balor ansi de madera como de pintura y lo que declaren baler debajo de juramto. el mayormo. de la dha capilla me baya acudiendo con los dhos diez y siete myll mrs. cada un año por carnestolendas del asta ser pagado lo que ansi me fuere tasado por seis años adelante sin q yo y otra persona alguna puedan pedir mas cada un ano de los dhos diez y siete myll mrs asta auerme acauado de pagar todo lo que ansi fuere tassado El dbo rretablo ≡ y que dentro de quatro meses mis fiadores que doy que son gregorio mynez. y miguel de zieza notificaran y aprobara la escriptura y que en caso de que yo no diere acauada la dha obra dentro de los dhos seis aos pagare de pena al dho conbento y capilla y patronos quios ducados por los que alli se me puedan executar luego y el dho conbento y mayormo. Puedan buscar Perssonas que acaben el dho rretablo y ansi mesmo por las costas y salario y lo que hubiere costdo. e me pueda executar y todo bien acauado el dho rretablo a costa de my hacienda y sergun y de la manera y conforme a las condiziones aqui dhas, e Para que todo locunplire lo firme de mi nobre. en cuellar a beynte y seis de otubre de myll quios. y ochenta y siete, lo firme de mi ne

ysaac de juni
franco diaz ossorio: 57–59 

Los fiadores, con quienes probablemente Juni llegó a un acuerdo de colaboración, otorgaron a su vez escritura en Valladolid tres días antes, el 23 de octubre:

SePan quantos esta carta de poder vieren como nos gregorio martinez pintor y miguel de çieza ensambladovos desta va de vallid. dezimos que por quanto ysac Joani escultor vzo desta dha va tiene encargo hazer un rretablo de talla y pintura para la capilla mayor del mono de santa clara de la va decuellar y el preçioha de ser a tasaçion y le ha de hacer dentro de seis años que corren desde el dia de nauidad deste año de ocbentay siete en adelte. y nos ha pedido que nosotros le fiemos para que hara el dho rretablo y sunplira las condiçiones ncon que le toma y no lo cunpliendo que nosotros lo cunpliremos por el e para el dho hefeto le queremos dar poder por ende otorgamos y conocemos por esta presente carta que damos y otorgamos todo nro poder cunplido libre llenero bastante segun que le nos aciendo y tenemos y de dro en tal caso se rrquiere a bos el dho ysac Joaniquestays presente espeçialmente para que nos podais obligar y obligueis como vros. fiadores y prinçipales cunplidorese pagadores y a todos juntamente de mancomun. ynsolidum e por el todo

en testmyo de lo qual lo otorgamos ansi ante el presente scriuo e tos que fue fecha y otorgada en la villa de vallid. a beynte y tres dias del mes de otubre de mill y quinientos y ochenta y siete años siendo tos po albares e Juo de la lastra y po despinosa estantes en valld. y los dhos otorgantes que yo el presente scriuo doy fee que conozco lo firmaron de sus nonbres gregorio gregorio martinez miguel de zieza paso ante mi po de arze/.

E yo pedro de arze Escriuano puco. del rrey nro señor E del numero deta villa presente fuy a uno con los dhos testigos a lo que ndho es e por ende fize my signo a tal en testimmyo de verdad

pedro de arze.: 59–60 

En las cuentas de comienzos de 1588 se justifican los gastos efectuados «de los caminos que se hizieron a Ledesma y a Valladolid en rrazon del rretablo [...]»,: 350  mientras que en las cuentas correspondientes al 6 de abril de 1589, rendidas por el mayordomo ante «el Dr. Yáñez colegial del colegio del Cardenal de Santa Cruz nonbrado por el dicho Colesio para tomar quentas», consta el siguiente asiento: «Mas pago a Pedro de Hisac de Juni entallador quinientos reales ques la primera paga que se le haçe del rretablo ay carta de pago», figurando en el margen «Primera Paga del retablo, cada un año xviiU
mrs. a Isac. de &c. entallador natural de Vllid. El Dr Yañez». Tras estas anotaciones los pagos se suceden con regularidad, apareciendo de vez en cuando la firma de Juni para suscribir una factura consignada en el Libro de la Capilla de Santa Clara. Anecdóticamente en ocasiones figura escrito «Juan de Juni», padre de Isaac fallecido en 1577, a veces con la correspondiente tachadura y la anotación del nombre correcto, como en un cobro recibido en 1591 por la esposa y el hijo de Isaac: «R.o yo Paulo de Juni platero y mi madre Juana Martinez mujer del dicho Juan de Juni Ysar de Juni [...]», constando en el recibo la rúbrica «Paulo de Juni».: 351–352 
Cuando tuvo lugar la visita del 8 de marzo de 1598 ya Isaac había fallecido, por lo que junto con la consignación del pago realizado el año anterior, la fábrica asumió un gasto «en ir a Valladolid a conponer cosas del retablo por la muerte del entallador». Es a partir de este momento cuando la viuda del artista empezó a percibir las anualidades correspondientes, siendo Juana referenciada en las cuentas como «la muger de Ysacre de Juni», «a la de Ysac» o «a la de Juni que haze el retablo». Se cree que la obra, acometida en Valladolid, fue finalizada en el taller mantenido por los herederos de Isaac, quedando constancia del interés de la fábrica del monasterio por comprobar el avance de los trabajos en 1599 y 1600 ya que en la visita efectuada el 6 de abril de este último año se anotó un pago de «tres ducados de su salario de tres dias que se ocupo en hir a Valladolid a ver en que punto estaba el retablo y a llevar dineros para ello [...]». La estructura se terminó en 1600 puesto que en ese año se tasó la obra tal y como consta en el tomo 20 del Libro Becerro: «Copia simple de las diligencias practicadas en la villa de Cuellar en la tasacion del Retablo de la Altar maior de Santa Clara de dicha villa: en ella a quince de junio de mil seiscientos ante Juan Osorio Davila, essno de su numero». Por su parte, en el Libro de la Capilla de Santa Clara, en las cuentas correspondientes al 10 de abril de 1601, figura el traslado del retablo a Cuéllar: «mas que pago al Ido. Torre que vino por mandado del Colexio que llebasen el rretablo ducientos y treinta y çinco rs.». La viuda de Juni continuó cobrando las cantidades adeudadas por el monasterio hasta su deceso, ordenando el visitador el 21 de agosto de 1613 que «se pague a los herederos Ysaque Juni y Juana Martínez su muger vecinos de la ciudad de Valladolid entalladores de los censos que la dicha capilla y patronazgo tiene en Ledesma y Palencia y Duque de Bexar y en todos los demas bienes de la dicha capilla los mrs. que se les deuiere del retablo que hizo para la dicha capilla [...]»: 351–352  (en su testamento, firmado a finales de 1612, Juana Martínez expresó que se le debían 500 reales, cantidad equivalente a una anualidad).: 369  Desde entonces serían los hijos del matrimonio los que percibirían los pagos, no siempre sujetos a la cantidad estipulada, quedando la deuda liquidada en la visita del 11 de agosto de 1616 mediante la aceptación del siguiente abono: «[...] mill y noueçientos y nouenta y dos rreales que pago a Benito Chamosso y Ana María de Juni su muger vecinos de Valladolid como herederos de Ysaque de Juni y su muger que se les deuia del retablo de la capilla [...]».: 352 
Según Andrés Ordax, la estructura debió permanecer «en blanco» (sin policromar) y probablemente incompleta, sufriendo con el paso de los años los estragos del tiempo de acuerdo con una declaración del visitador con fecha del 13 de agosto de 1723: «[...] y en attenzion a que el retablo de dicha capilla esta indezentte como resulta de las visittas antezedentes determino su mrd. se adorne con alguna ttalla correspondiente a la lauor que tiene y se dore y de coral». La orden del visitador dio sus frutos rápidamente ya que en las notas relativas a la visita del 13 de agosto de 1724 figura el siguiente texto: «Retablo. [...] zientto y settentta mil mrs. que tuvo de costo el dorar pintar y estofar el retablo mayor de dicha capilla y poner en la talla y obra que se contiene en las condiciones que se hizieron; consto de ttestimonio de la escriptura y de reciuo que dio Manuel Barreda dorador lo qual se executo en conformidad de la visita de dicho Sor Dn Andres de Morales». Sumado a lo anterior, se dejó constancia de la instalación de unos lienzos: «Quadros. Mas onze mill quinientos y sesenta mrs. que tubieron de costa quatro cuadros que se hizieron para dicho retablo y rretocar el quadro del Sor Cardenal consto de reciuos de Nicolas de Quintanilla pintor».: 352 

## Descripción

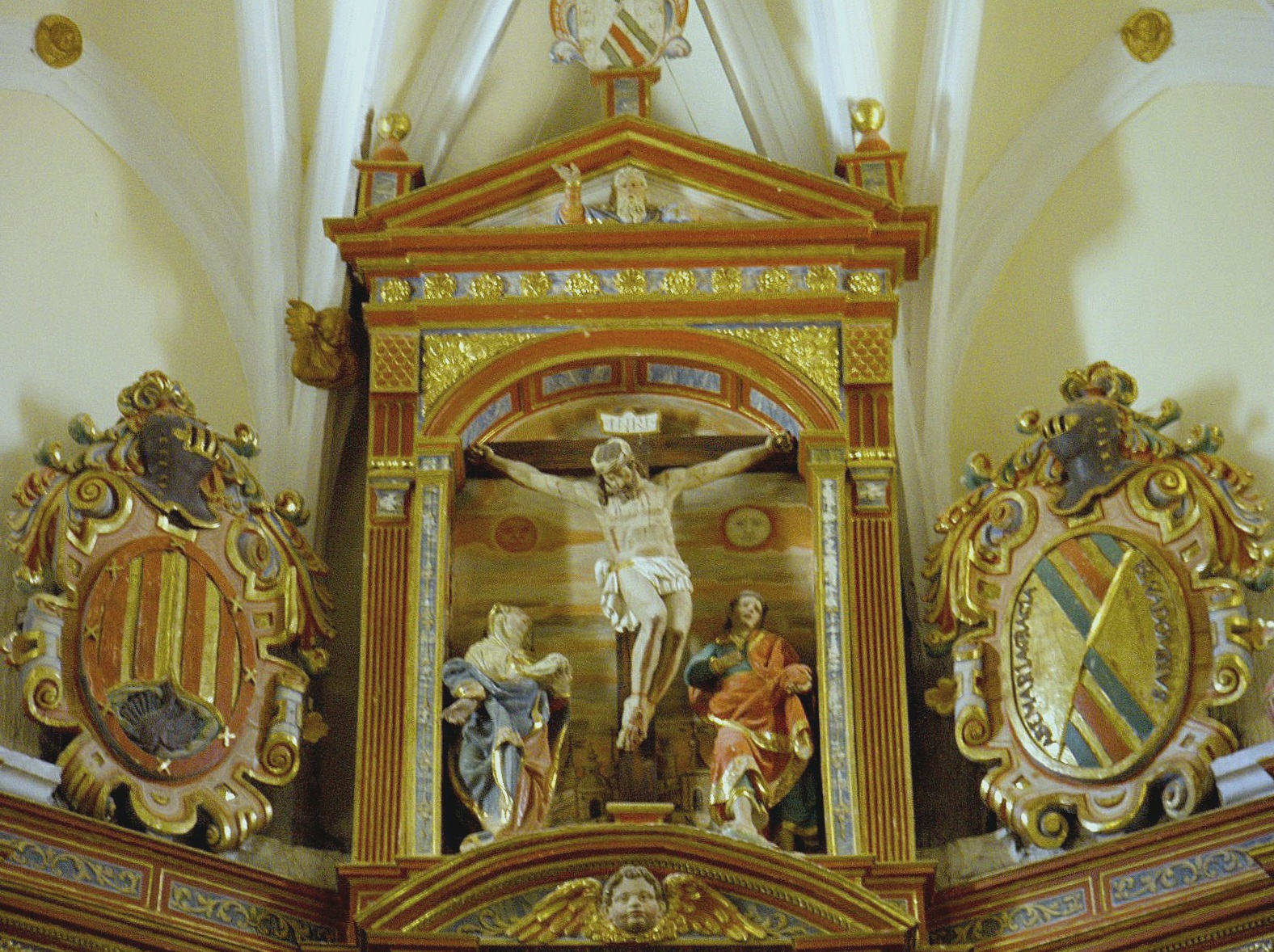
Calvario y escudos.

El retablo se ajusta a los modelos arquitectónicos imperantes a finales del siglo xvi y consta de banco, dos cuerpos con tres calles y ático, destacando en cada cuerpo cuatro columnas corintias, las del primero con los tercios superior e inferior decorados con relieves y la zona central con delgadas estrías en diagonal, y las del segundo, más delgadas, solo con el tercio inferior ornamentado y el resto con estrías en vertical. El banco, presidido por un sagrario de mediados del siglo xviii, cuenta con diminutos relieves de los apóstoles en los netos y otros dos de mayores dimensiones bajo las calles laterales con imágenes de Justicia y Fortaleza recostadas y acompañadas de sus atributos: Justicia con una espada y una balanza y Fortaleza con una columna. En la calle central destacan dos hornacinas rectangulares, la del primer cuerpo coronada por un frontón partido curvo rematado con volutas y la del segundo por un frontón curvo decorado con la cabeza alada de un serafín. La hornacina del primer cuerpo cobija una talla de bulto redondo de la Virgen con el Niño mientras que la del segundo cuerpo exhibe una imagen, también de bulto redondo, de Santa Clara, destacando en el ático un Calvario bajo un frontón triangular presidido por un alto relieve de Dios Padre y ornamentado en los extremos, sobre las calles laterales, con los escudos de los fundadores de la capilla: las armas de Cueva y Mendoza. Tanto las labores de arquitectura como de talla corresponden a Juni y su taller, mientras que el dorado fue ejecutado por Manuel Barreda en 1723 tal y como consta documentalmente, destacando en la obra de Isaac una casi imperceptible soltura a nivel plástico, aunque fiel a los cánones del desarrollo epigonal del romanticismo castellano.: 352 
Por su parte, en las calles laterales figuran cuatro lienzos obra de Nicolás de Quintanilla: en el cuerpo inferior, bajo frontones partidos curvos y de izquierda a derecha, San José y Santa Clara (carente de atributos que permitan una identificación segura), y en el cuerpo superior, también de izquierda a derecha, San Francisco y San Antonio. Quintanilla fue un pintor muy activo en Cuéllar tal y como demuestra su actividad en la Iglesia de San Martín de Tours en Cogeces de Íscar, donde intervino el retablo mayor en 1730 (policromó una talla de San Martín y elaboró tres lienzos de San Andrés, San Bartolomé y San Martín), y en la Iglesia de Santiago Apóstol en Megeces, donde ejecutó un cuadro de Santiago Matamoros en 1717.: 353  Ninguno de los lienzos del retablo posee señales de haber sido reaprovechado salvo por algunos signos de deterioro, motivo por el que resulta altamente improbable que bajo estas pinturas, calificadas de mediocres por Fernando Collar de Cáceres, se encuentren las originales de Gregorio Martínez en caso de haber llegado a realizarlas, si bien dicha hipótesis solo podría descartarse definitivamente mediante un análisis radiográfico. El hecho de que Martínez muriese al poco tiempo de fallecer Juni no implica necesariamente que no hubiese llevado a cabo la parte pictórica del retablo además de la policromía, circunstancia de la que sin embargo no existen pruebas fehacientes, aunque los pagos en concepto de la labor de pintura figuraban en la suma que debía percibir el ensamblador, obligado a ejecutar las cuatro historias señaladas en el contrato.: 47 
Por último, destaca el hecho de que en los registros consta una anotación en la que se plasma que Quintanilla tuvo el cometido de «rretocar el quatro del Sor Cardenal»; no se conservan datos de ningún cuadro cardenalicio en el monasterio, quedando la duda de si dicho cuadro representaba al cardenal Pedro González de Mendoza, fundador del Colegio de Santa Cruz, a quien se encomendó el mecenazgo y tutela del templo, aunque también podría haber mostrado a uno de los hermanos de Ana de la Cueva, concretamente a Bartolomé de la Cueva y Toledo, cardenal que a partir de 1555 ostentó la titularidad de Santa Cruz.: 353 